# Naturschutzgebiet Kleebachtal
Das Naturschutzgebiet Kleebachtal liegt auf dem Gebiet der kreisfreien Stadt Remscheid in Nordrhein-Westfalen.
Der Kleebach entspringt an der Hans-Potyka-Straße südwestlich des Freizeit-Bades H2O im Remscheider Stadtteil Hackenberg. Ab seiner Quelle steht das von Nord nach Süd verlaufende Bachtal unter Naturschutz. Kurz bevor der Kleebach den Stauteich einer Fabrik am südlichen Ende des Kleebachtales erreicht, endet die Unterschutzstellung.

## Bedeutung
Das Naturschutzgebiet Kleebachtal hat eine Größe von 5,53 ha. Es umfasst im Wesentlichen die weitgehend naturbelassene Talaue des Kleebaches und steht seit dem Jahr 2003 unter der Nummer RS-017 unter Naturschutz. Das Kleebachtal hat durch die langjährige ungestörte Entwicklung einen wilden und ursprünglichen Charakter. In der Talaue konnten sich Feuchtbrachen mit mosaikartigen Auwaldfragmenten durch die natürliche Sukzession entwickeln. Als Besonderheit haben sich kleine, flache Auentümpel gebildet. Die Schönheit des Gebietes wird stark von der umgebenden Bebauung im Oberlauf des Baches kontrastiert.
Gründe für die Unterschutzstellung sind: Die besondere Eigenart und Schönheit des Gebietes, das Vorhandensein von gefährdeten und stark gefährdeten Biotopen und Pflanzengesellschaften (insbesondere Nasswiesen und Nassbrachen, Quellen, Bäche, Erlenwald, Seggenrieder, Saumbereiche, Bachröhricht und Auen-Kleingewässer), die Erhaltung und Sicherung, insbesondere der Fließgewässer und Grünlandbiotope als Lebensraum, der Biotopverbund, die Sicherung und Erhaltung der Funktionsfähigkeit des Naturhaushaltes der Bach-, Auen- und Grünlandökosysteme und das Ziel der Vermeidung von Beeinträchtigungen der hochgradig schutzwürdigen Biotopstrukturen.

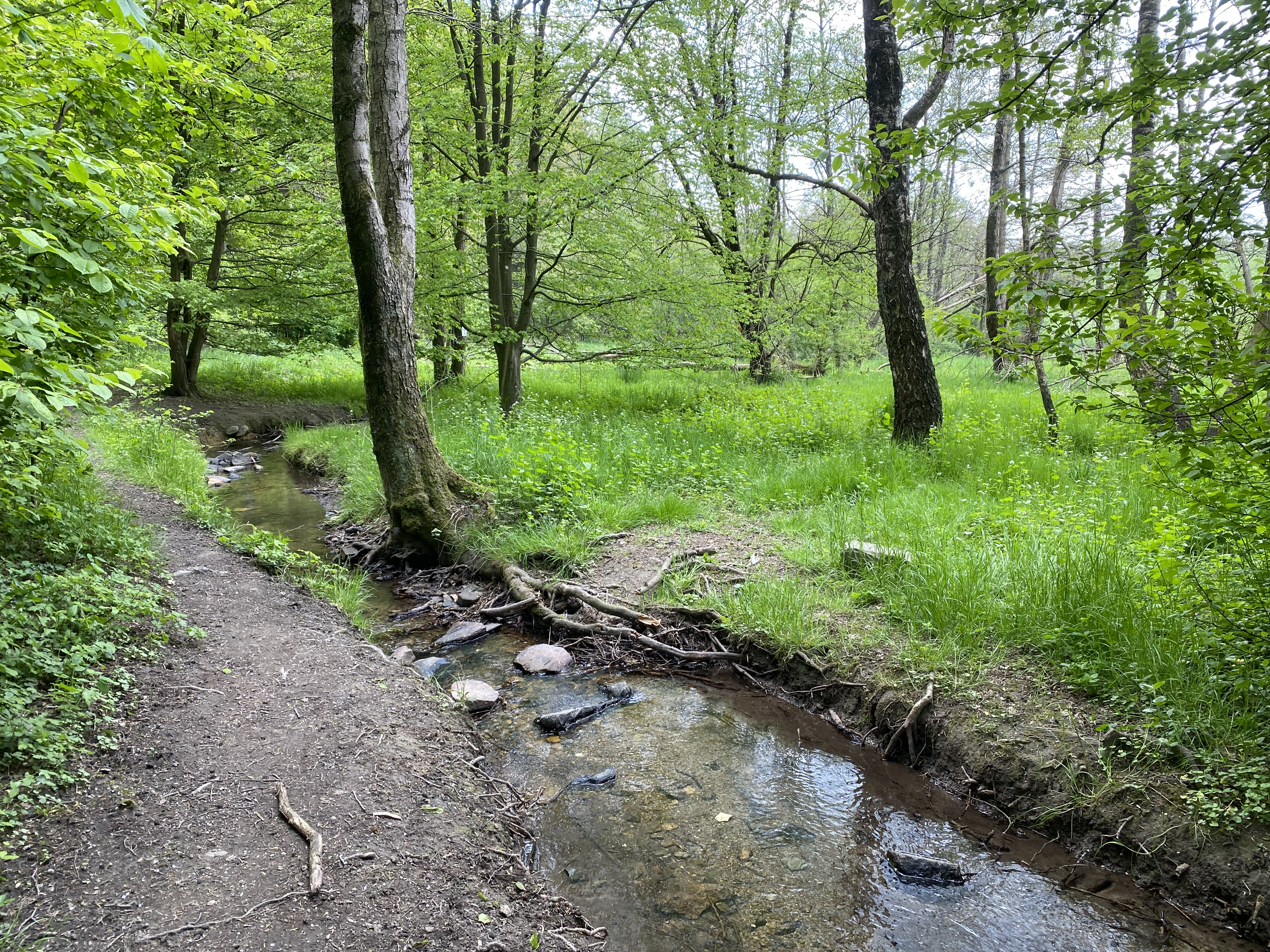
Kleebach
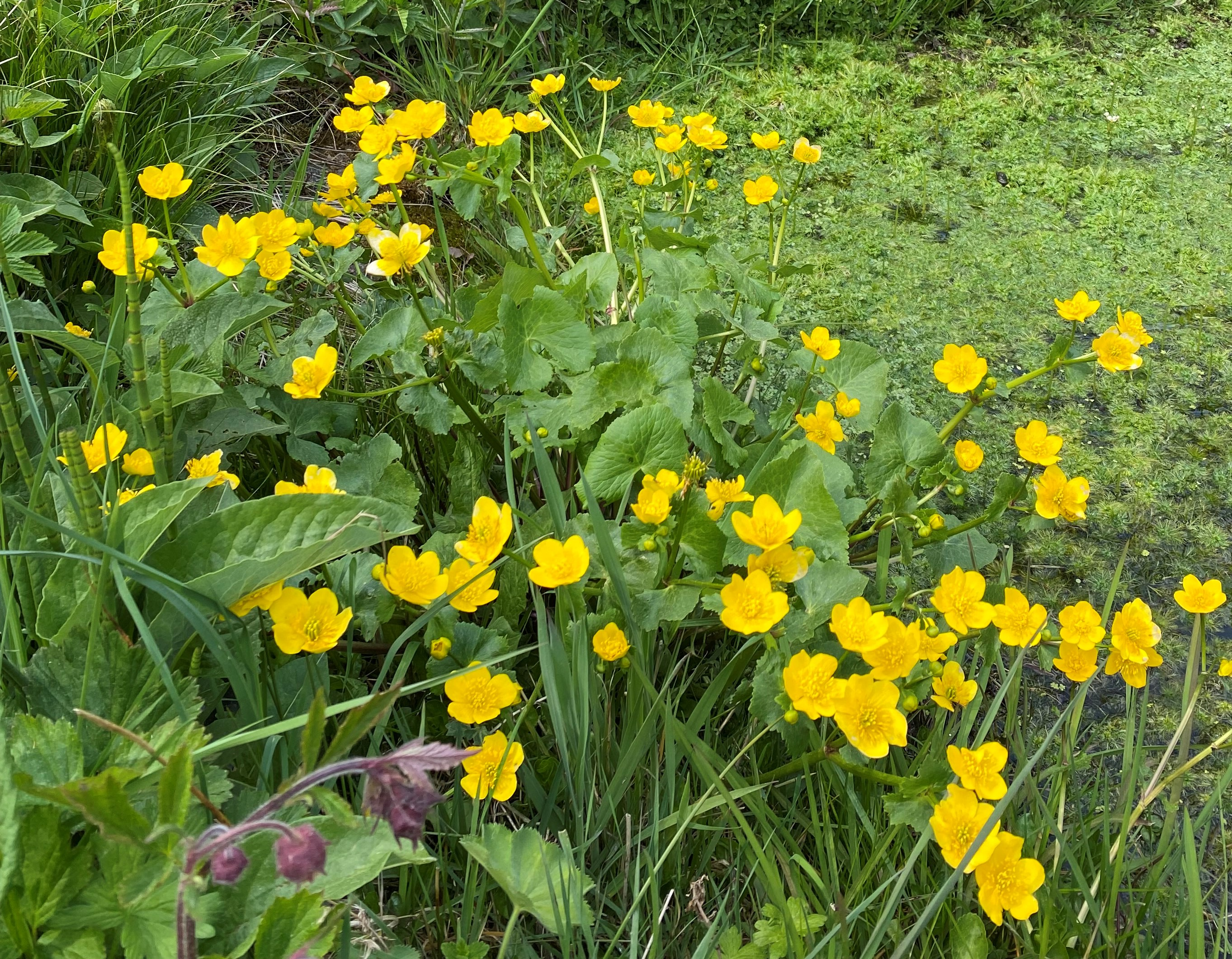
Sumpf-Dotterblume (Caltha palustris)
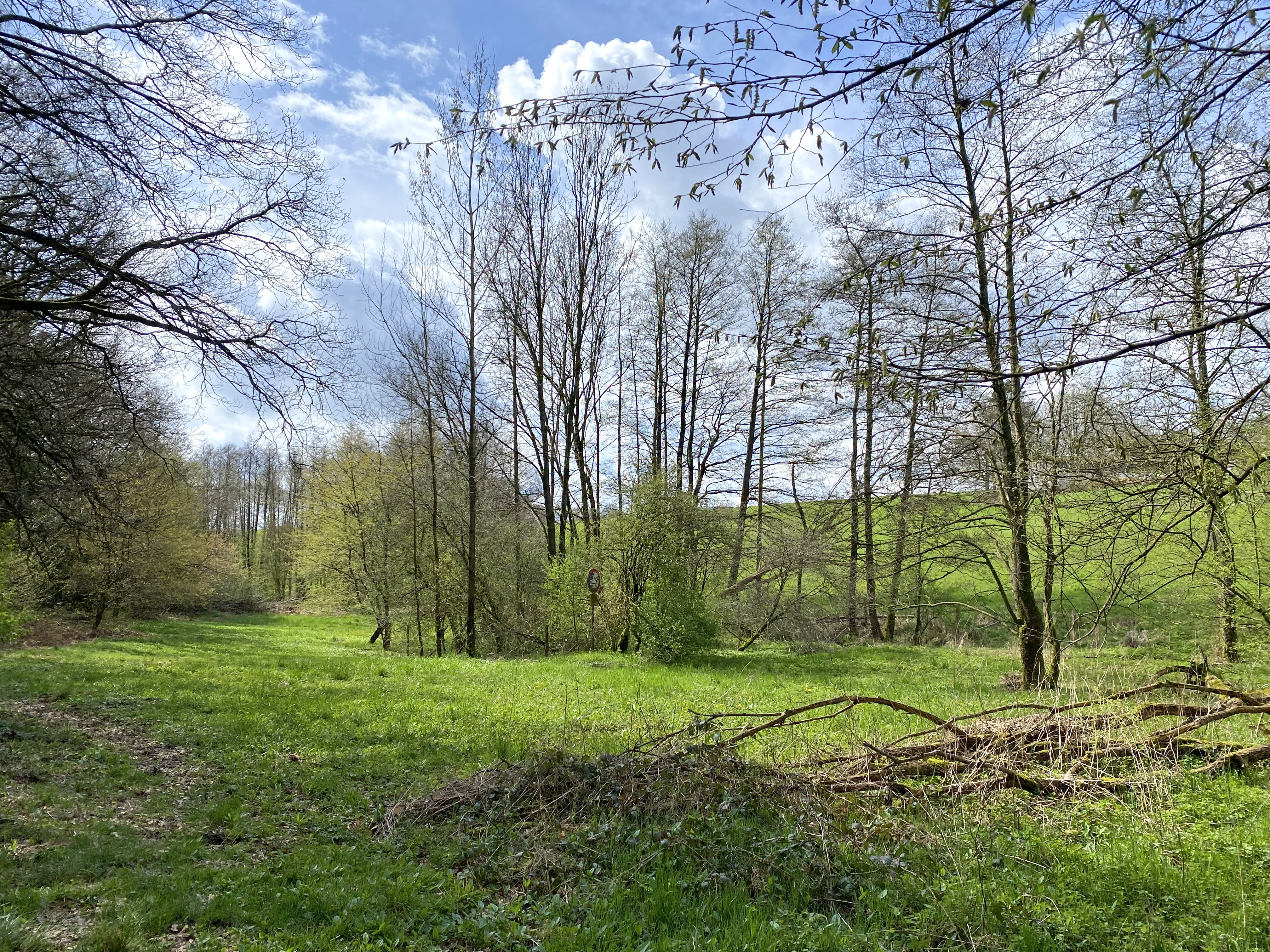
Kleebachtal
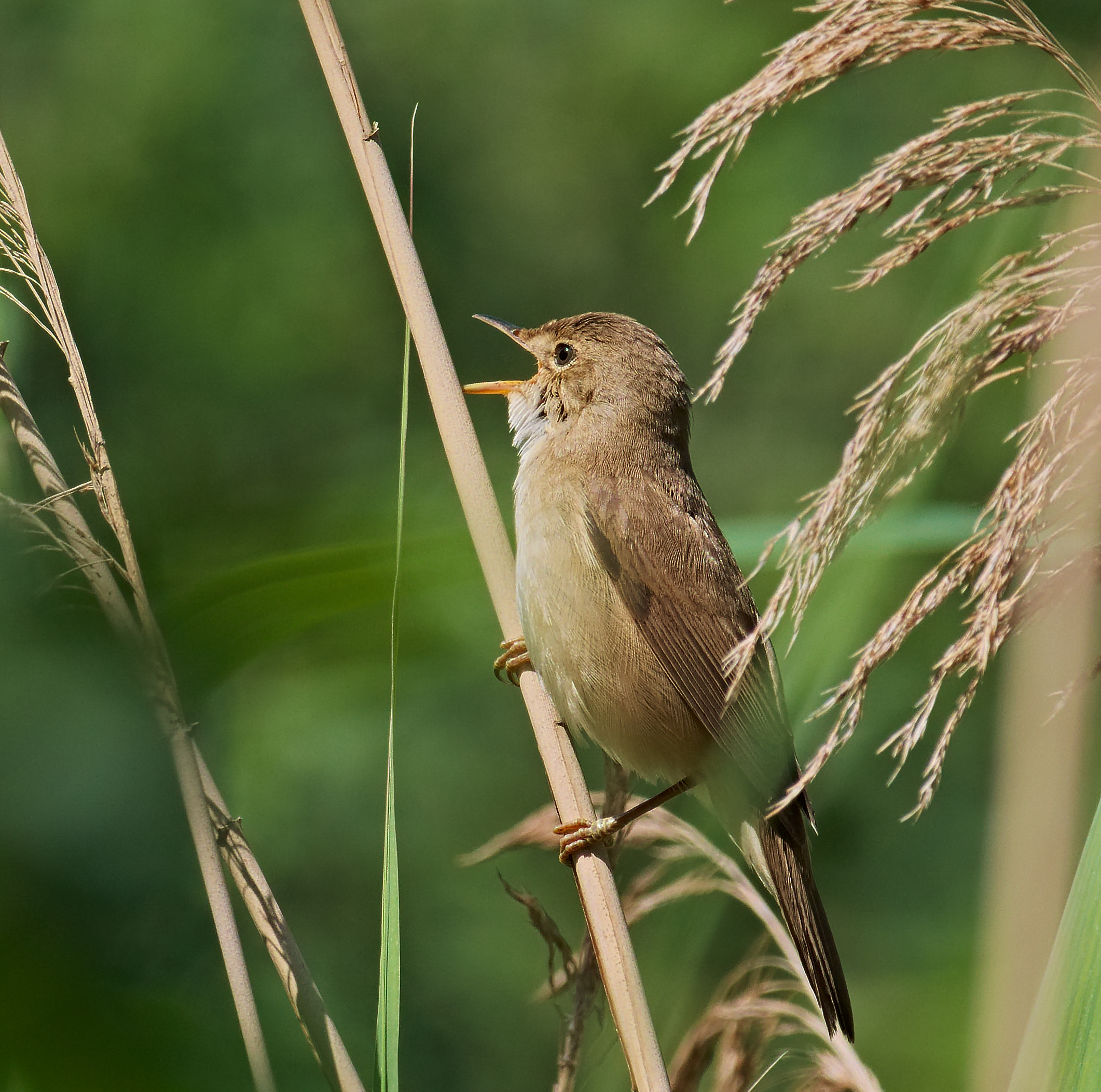
Sumpfrohrsänger (Acrocephalus palustris)
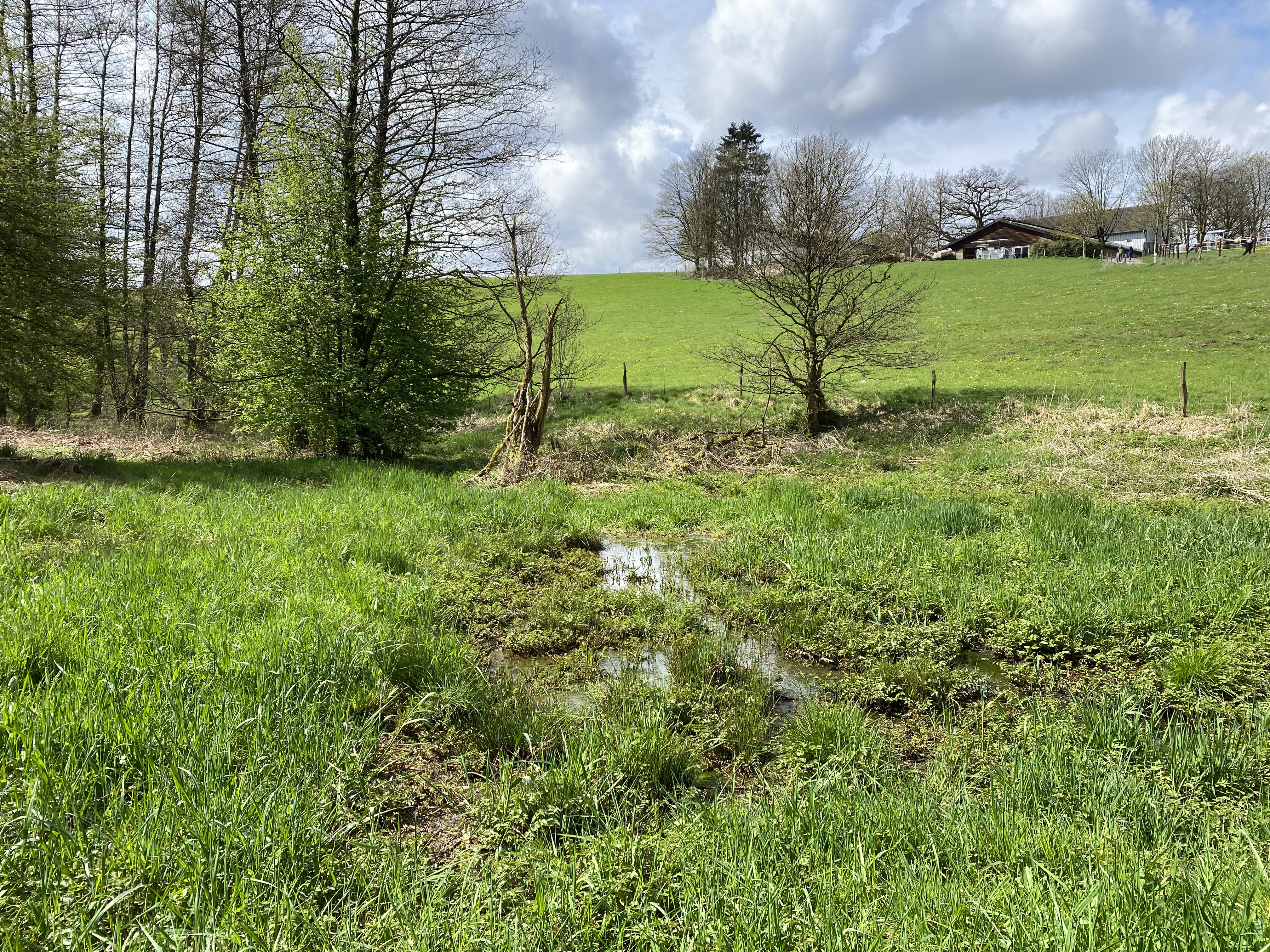
Sumpfwiese im Kleebachtal
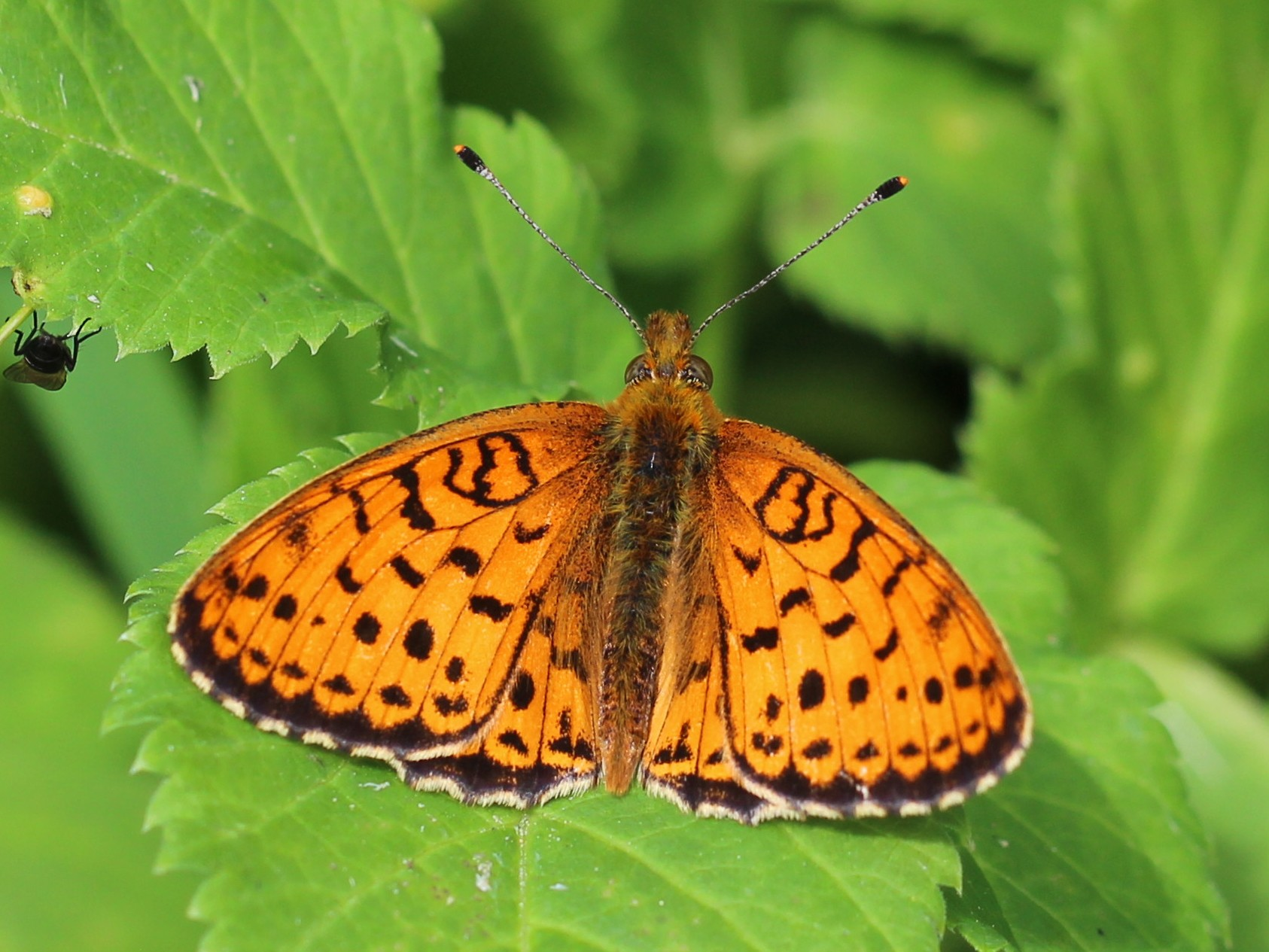
Mädesüß-Perlmuttfalter (Brenthis ino)
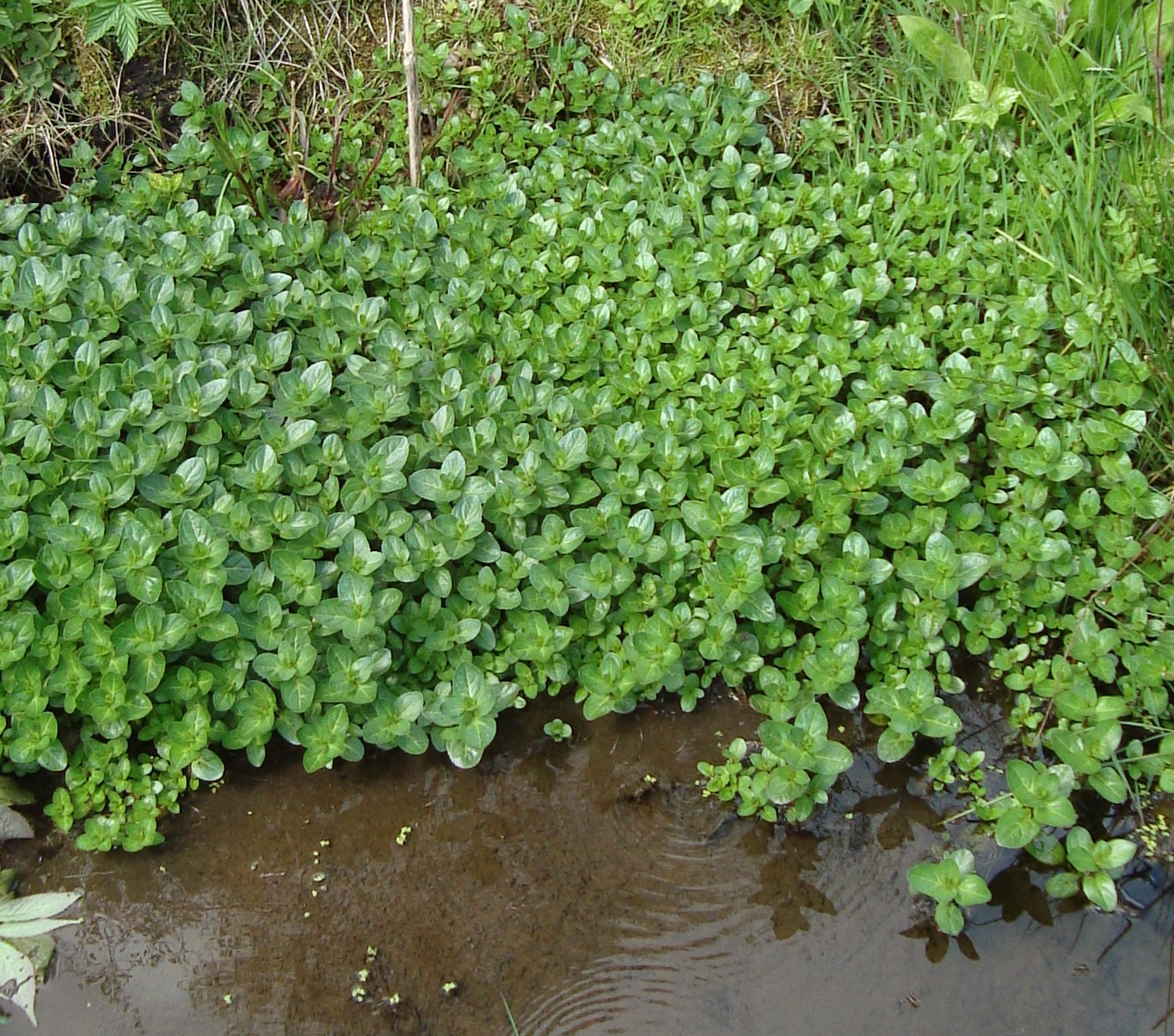
Bachbunge (Veronica Beccabunga)
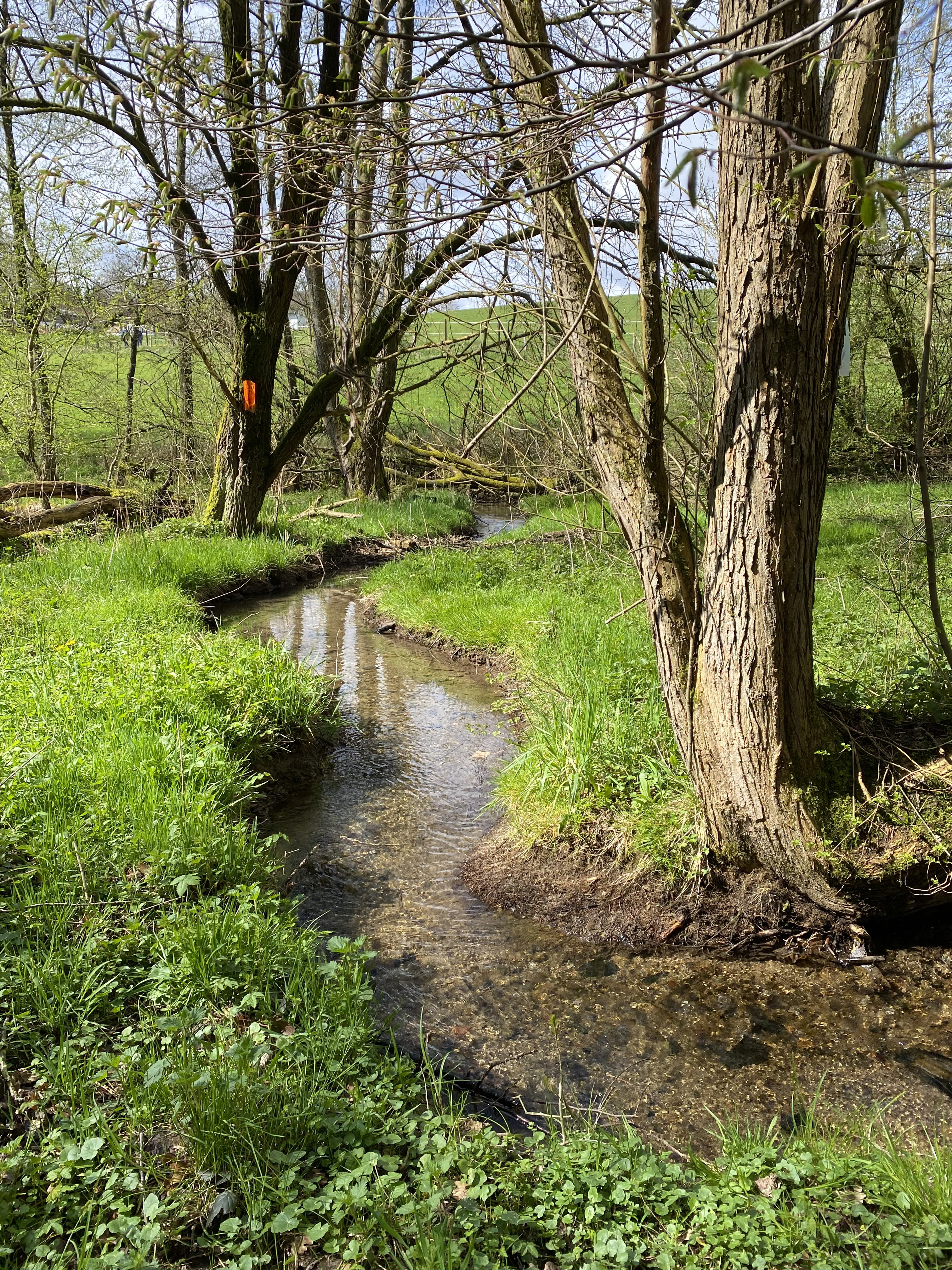
Kleebach
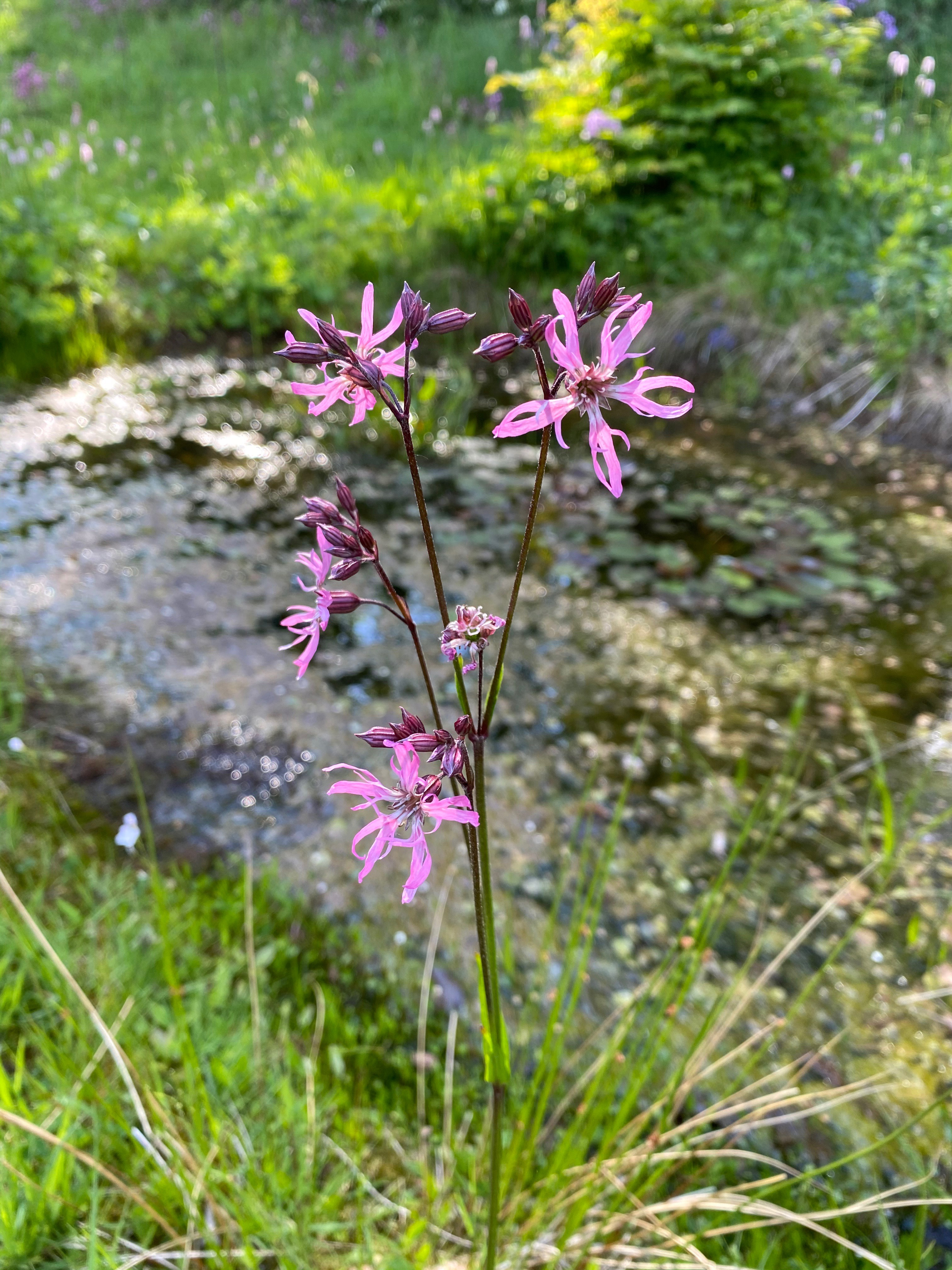
Kuckucks-Lichtnelke (Lychnis flos-cuculi)
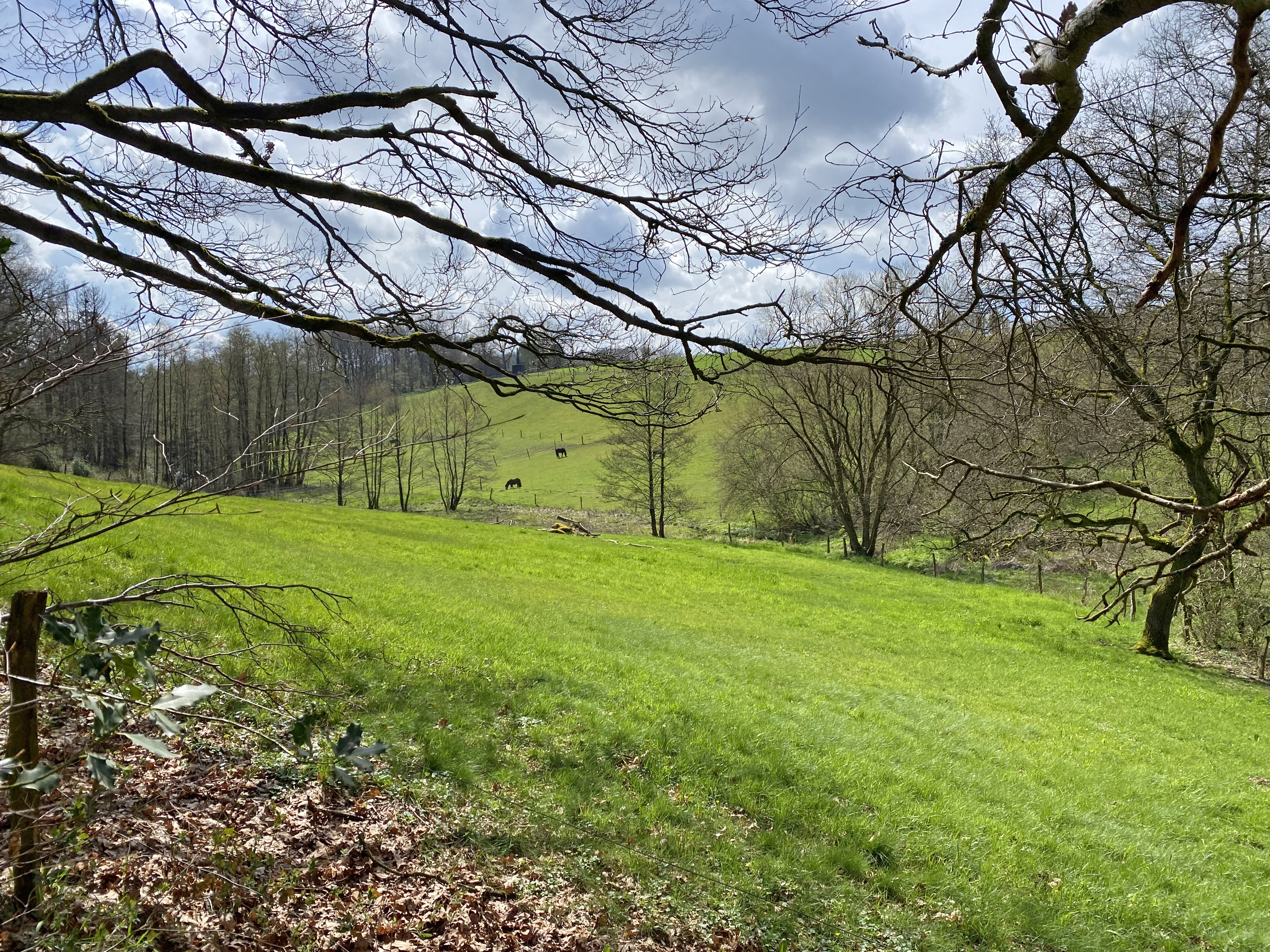
Kleebachtal